# هناء ملحس
هنا ملحس هي مغنية وكاتبة أغاني وموسيقية أردنية. عام 2013، أطلقت سلسلة حفلات شهرية تسمى "بلا فيش" (وتعني بالعربية "غير متصل") تدعو الموسيقيين العرب البديلين إلى الأداء.

## الاصدارات
أصدرت أول أسطوانة مطولة لها بعنوان "شيب شفت" عام 2010،  وأصدرت ثاني أسطوانة مطولة لها بعنوان "هنا ملحس والمفكرون" عام 2012، وكلاهما يتكون من أغانٍ باللغة الإنجليزية. ظهرت أغنيتها المنفردة "ناسي"، وهي أغنية عربية أصدرتها كجزء من ألبومها الأول الكامل الذي يحمل نفس الاسم في عام 2018، في مجموعة مجموعة يونيفرسال ' مينا ناو: أفضل ما في إندي أرابيا المجلد II.